# Турская, Любовь Александровна
Любовь Александровна Турская (20.02.1931, Минусинск — 15.07.1971, Ульяновск) — советский скульптор, Заслуженный художник РСФСР (1968).

## Биография
Любовь Александровна родилась 20 февраля 1931 года в городе Минусинске Красноярского края.
В 1952 году окончила Луганское художественное училище и поступила в Ленинградский институт живописи, скульптуры и архитектуры имени И. Е. Репина (ныне — Санкт-Петербургская академия художеств имени Ильи Репина), где занималась в мастерской народного художника СССР В. В. Лишева. После окончания института в 1960 году переехала в Свердловск, где стала заниматься самостоятельной творческой работой. В этот период ею выполнены композиция «Восстание уральских углежогов», фигуры в металле В. И. Ленина и К. Маркса, мраморный портрет «Ингрид», а также композиции «Подруги», «Влюблённые», «Девочка с голубем».
В 1967 году переехала в Ульяновск. Здесь она продолжила заниматься творчеством, выполнив в различных материалах композиции «Рабочие», «Коммунисты», «Родина», портрет Александра Матросова. Л. А. Турская регулярно участвовала в областных, зональных, республиканских и всесоюзных выставках.
Трагически погибла в автокатастрофе 15 июля 1971 года. Похоронена на Воскресенском некрополе в городе Ульяновске.

### Семья
Супруг — Клюев Анатолий Иванович (1932—2020), советский и российский скульптор, Заслуженный художник РФ (2004).
Сын — Олег Клюев (1961 г. р.), скульптор.

## Работы
- монументальная трёхфигурная композиция «Восстание уральских углежогов» (1964)[6],
- исполненная в алюминии фигура Карла Маркса (1965),
- фигура В. И. Ленина (1965),
- мраморный портрет «Ингрид» (1961),
- лирические композиции «Подруги» (1959),
- «Влюблённые» (1960),
- «Девочка с голубем» (1962),
- Мемориал «Воинам-полевчанам, погибшим в годы Великой Отечественной войны» (г. Полевской Свердловской области, 1966)[7].

К ульяновскому периоду её творчества относятся: 
- четырёхфигурная композиция «Рабочие» (1967),
- «Коммунисты» (1969, гипс тонированный, Ленинский мемориал)[8],
- монументально-декоративная фигура «Родина» (1968),
- фигура Александра Матросова (1969, Ивановский детский дом, с 2014 — объект культурного наследия)[9].
- Памятник Александру Матвеевичу Матросову (копия фигуры в с. Ивановка[10], установлен в 1969, в парке им. А. Матросова)[11][12].

## Выставки
- выставка «Советская Россия» (1964)[13],
- 3-я выставка «Советская Россия» (1967)[2],
- Всесоюзная художественная выставка (1968)[2],
- В 2022 году состоялась Юбилейная художественная выставка скульпторов Клюевых и Любови Турской[14].

## Музеи, в которых находятся произведения
- Ульяновский музей-мемориал В. И. Ленина (г. Ульяновск)
- Ульяновский областной художественный музей (г. Ульяновск)
- Ульяновский областной краеведческий музей имени И. А. Гончарова (г. Ульяновск)
- Квартира-музей семьи Ульяновых (г. Ульяновск)
- Музей изобразительного искусства XX-XXI вв. (г. Ульяновск)

## Память
- Юбилейная художественная выставка в выставочном зале «Картинная галерея»[15].
- К 90-летию со дня рождения заслуженного художника РСФСР Любови Турской — открылась выставка в Государственном архиве Ульяновской области[16].
- 16 марта 2023 г. в Государственном архиве Ульяновской области прошла выставка «Человек исключительного дарования и энергии… Любовь Александровна Турская»[17][18].

## Галерея
- Памятник А. Матросову (Ульяновск).
- ХМК СССР, 1973. Ульяновская область, с. Ивановка. Скульптура Подвиг Героя Советского Союза А. Матросова.
- Памятник Любови Турской (Воскресенский некрополь).